# Photopea
Photopea (дословно Фотопи) је веб уређивач фотографија и графика. Користи се за уређивање слика, прављење илустрација, веб дизајн или претварање између различитих формата слика. Фотопи је софтвер који подржава оглашавање . Компатибилан је са свим модерним веб претраживачима, укључујући Опера, Microsoft Edge , Google Chrome и Firefox. Апликација је компатибилна са растерском и векторском графиком, као што је Фотошоп ПСД, као и ЈПЕГ, ПНГ, ГИФ, СВГ, ПДФ и други формати сликовних датотека. Док је заснован на претраживачу, чува све датотеке локално и не преноси никакве податке на сервер. 
Често сматра бесплатном алтернативом са мање функција.

## Карактеристике
Фотопи има различите алате за уређивање слика, укључујући зарастање тачака, четкицу за лечење клонова и алат за закрпе. Софтвер подржава слојеве, маске слојева, канале, селекције, путање, паметне објекте, стилове слојева, текстуалне слојеве, филтере и векторске облике.

## Пријем
Апликација је добила позитивну покривеност због сличности са Фотошопом-ом у дизајну и току рада, што га чини лакшим програмом за оне који су обучени за Фотошоп, у поређењу са другим бесплатним уређивачима растерских слика као што је ГИМП. 